# Frank Lloyd Wright
Frank Lloyd Wright (Richland Center, Wisconsin, 8 de juny de 1867 - Phoenix, Arizona, 9 d'abril de 1959) fou un arquitecte estatunidenc considerat un dels principals mestres de l'Arquitectura Moderna. Al llarg de la seva vida va desenvolupar un estil i una sèrie d'obres molt personals que han influït decisivament en el desenvolupament de l'arquitectura, primer als Estats Units d'Amèrica, i posteriorment a Europa i Japó. És considerat com l'arquitecte més important d'Amèrica.

## Biografia

### Primers anys
Frank Lloyd Wright va néixer a la ciutat agrícola de Richland Center, Wisconsin als Estats Units, el 1867. Es deia Frank Lincoln Wright, fins que va canviar el seu nom després del divorci dels pares, i va triar el cognom gal·lès de la família materna, els Lloyd Jones. El seu pare, William Carey Wright (1825 - 1904) fou un orador admirat, professor de música, predicador ocasional i advocat. William Wright havia conegut i es va casar amb la mestra d'escola del comtat, Anna Lloyd Jones (1838/39 - 1923), l'any anterior, quan va ser contractat com superintendent de les escoles del Comtat de Richland. Originari de Massachusetts, William Wright havia estat un pastor baptista, però que més tard va seguir l'unitarisme, la fe de la família de la seva dona. Anna era un membre de la nissaga pròspera i ben coneguda dels Lloyd Jones, una família d'unitarians que havia emigrat de Gal·les a Spring Green a Wisconsin. Els pares de Wright eren persones compromeses amb interessos idiosincràtics que van passar a Frank. Segons el que escriu en la seva autobiografia, quan la seva mare era embarrassada, hauria pressentit que el seu fill construirà bonics edificis i per a fomentar l'ambició del nadó hauria decorat l'habitació del nadó amb gravats de catedrals angleses arrencats d'una revista. La família es va traslladar a Weymouth el 1870 perquè William fos pastor d'una congregació petita.
El 1876, Anna va visitar l'Exposició Universal de Filadelfia (1876) i va veure una exposició dels blocs educatius, creats per Friedrich Fröbel. Els blocs, coneguts com a Regals Froebel, servien al seu concepte innovador de jardí d'infants. Com a bona mestra, Anna va veure el potencial i hi va comprar un joc de blocs pel seu fill. El jove Frank va passar molt temps jugant-hi. Aquests tenien formes geomètriques i es podien muntar en diverses combinacions per formar tres composicions tridimensionals. Wright en la seva autobiografia explica la influència d'aquests exercicis en el seu ulterior enfocament de disseny. Molts dels seus edificis es caracteritzen per una claredat geomètrica.

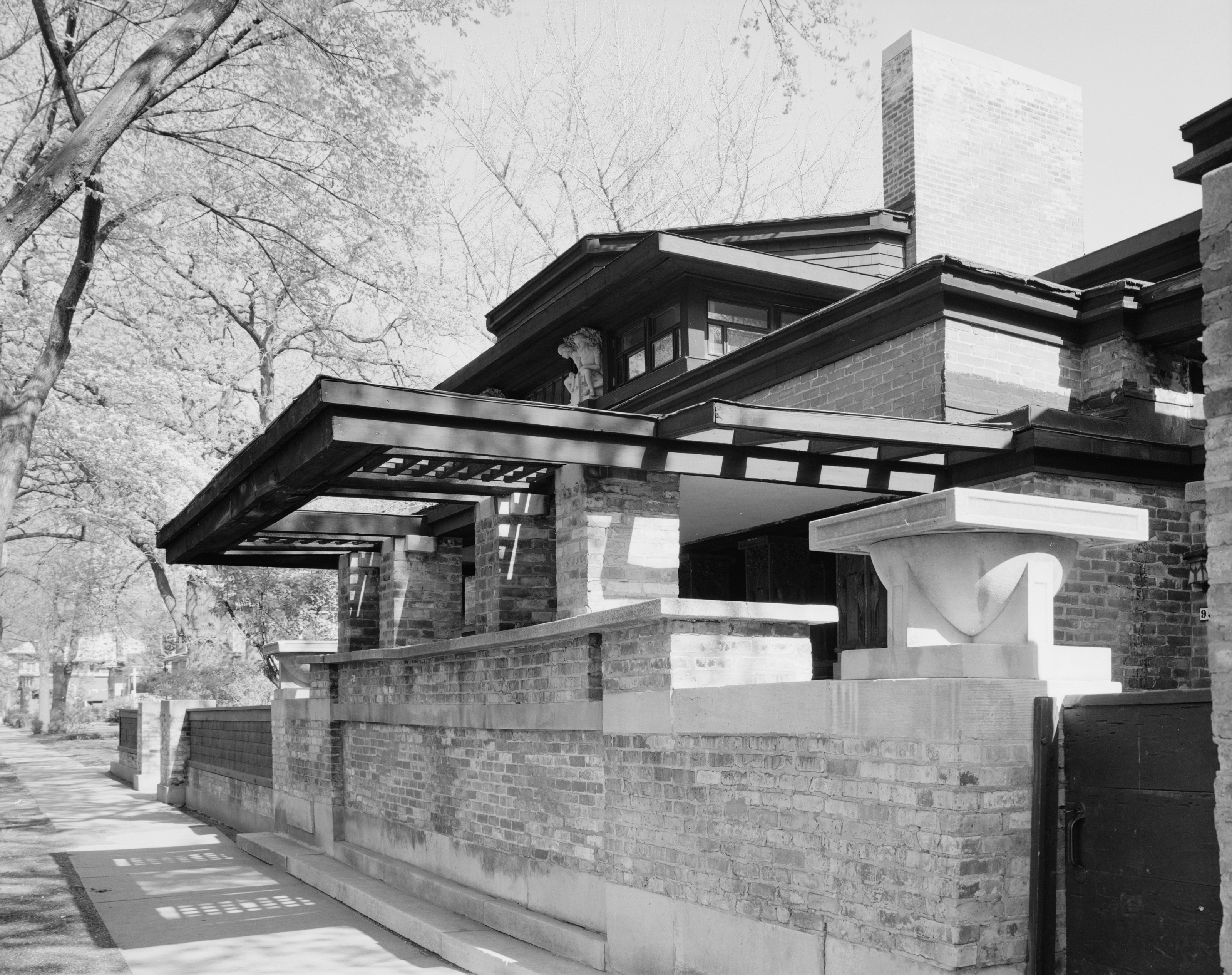
Casa de Wright a Oak Park (Illinois)

La família Wright va tenir problemes financers a Weymouth i va tornar a Spring Green (Wisconsin), on el clan dels Lloyd Jones, podria ajudar William a trobar feina. Es van assentar a Madison on William va impartir classes de música i va servir com a secretari de la novament formada Societat Unitària. Encara que William va ser un pare distant, compartia el seu amor per la música, especialment les obres de Johann Sebastian Bach, amb els seus fills.
Poc després que Frank va complir catorze anys el 1881, els seus pares es van separar. Anna havia estat infeliç durant algun temps amb la incapacitat de William per mantenir la seva família i li va demanar que se'n anés de la casa. El divorci es va concretar el 1885 després que William demandés Anna per la falta d'afecte físic. William va deixar Wisconsin després del divorci i Wright va afirmar que ja no va tornar a veure el seu pare. En aquest moment el segon nom de Frank va ser canviat de Lincoln a Lloyd. Com l'home que queda a la família, Frank va assumir la responsabilitat financera per la seva mare i dues germanes.
Wright va assistir a una escola secundària de Madison, però no hi ha proves que s'hagués graduat. Va ser admès a la Universitat de Wisconsin-Madison com a estudiant especial el 1886. S'hi va afiliar a la fraternitat Phi Delta Theta, va prendre classes a temps parcial durant dos semestres, i va treballar amb un professor d'enginyeria civil, Allan D. Conover. El 1887, Wright va deixar l'escola sense tenir un títol, encara que se li va concedir un doctorat honorari en Belles Arts per la Universitat el 1955. Es va traslladar a Chicago, que encara s'estava reconstruint del gran incendi de 1871, i va treballar a l'oficina d'arquitectes de Joseph Lyman Silsbee. Al cap d'un any, va deixar Silsbee i va anar a l'oficina d'arquitectura d'Adler i Sullivan com aprenent de Louis Henri Sullivan.
El 1889, es va casar amb Catherine Lee «Kitty» Tobin (1871-1959), va comprar terres al municipi d'Oak Park a m'estat d'Illinois. Hi va construir la seva primera casa amb un estudi propi. La seva mare, Anna, aviat hi va tornar-se a trobar amb el fill Wright que li va comprar una casa adjacent a la seva. El matrimoni amb Kitty Tobin, la filla d'un ric empresari, va elevar el seu estatus social, i el va fer més conegut.
A partir de 1890, Sullivan li va assignar el departament de disseny residencial. Per a mantenir la seva creixent família, Wright havia dissenyat altres cases per complementar els seus escassos ingressos. Wright es refereix a aquestes cases com el seu disseny «pirata». Són prop de la casa de Frank Lloyd Wright, a Chicago Avenue a Oak Park. El 1893, Louis Sullivan va descobrir que Wright havia acceptat encàrrecs privats. Sullivan es va sentir traït perquè el seu empleat favorit havia acceptat a esquena de dissenyar cases, i va acomiadar Wright. Després de deixar Sullivan, Wright es va fer autònom.
Els anys d'aprenentatge a can Sullivan li van procurar una experiència notable en dissenys arquitectònics creatius. El 1901, Wright havia completat una cinquantena de projectes, incloent-hi moltes cases a Oak Park, com la Casa Walter H. Gale (1893), que fou la primera obra després que va haver de deixar l'oficina d'Adler & Sullivan.

### Prairie style

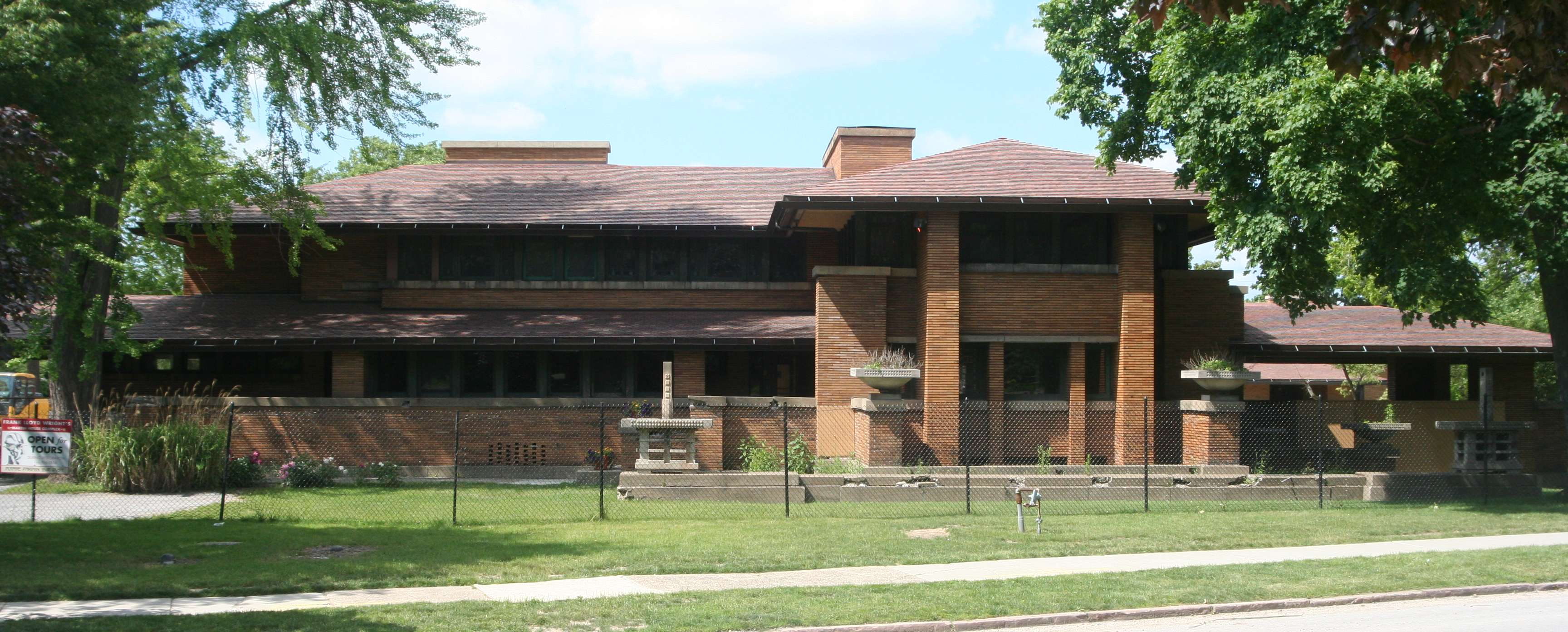
Casa Darwin D. Martin, Buffalo (Nova York)

Entre 1900 i 1917, va dissenyar cases unifamiliars en el que es va batejar l'estil Prairie, desenvolupat per Wright i seguit per altres arquitectes al Oest Mitjà al voltant de Chicago. L'Escola Prairie preconitza un estil de construcció que reflecteixi i rendeixi homenatge a l'entorn circumdant. El nom prové d'un projecte que Wright va publicar el 1901: «A House in a Prairie Town». Són edificis baixos amb poca profunditat, de sostres inclinats, línies de cel net, voladissos i terrasses amb materials inacabats, fortament integrades al seu entorn. Les cobertes sobresurten considerablement de les façanes i les finestres formen una seqüència contínua horitzontal. El nucli central dels habitatges el constitueix una gran xemeneia, al voltant de la qual es disposen les estances. Les cases tenen el mèrit de ser els primers exemples d'espais oberts.
La manipulació de l'espai interior als edificis residencials i públics són el segell distintiu del seu estil. Un d'ells és el Unity Temple, el temple de la congregació Unitària Universalista a Oak Park. Com a unitarista de sempre i membre de la Unity Temple, Wright va oferir els seus serveis a la congregació després que llur església s'havia cremat el 1904. La comunitat va acordar contractar-lo, i va treballar en la construcció des de 1905 fins a 1908. Creia que la humanitat i el paisatge hauria de ser central en qualsevol disseny. Parla d'«arquitectura orgànica» que considera com una manera de construir per excel·lència de la democràcia, un edifici ha de sorgir de la natura com els abres i la vegatació que l'envolta. Aquest edifici «va a servir de model per a una gran varietat de dissenys moderns, així com per a reconstruccions modernes d’edificis antics».
Wright va crear un nou concepte respecte als espais interiors dels edificis, que va aplicar a les cases d'estil prairie, però també a altres obres. Rebutja el criteri vigent fins llavors dels espais interiors com a estances tancades i aïllades una de les altres, i dissenya espais en els quals cada habitació o sala s'obre a les altres, i amb això obté una gran transparència visual, una profusió de llum i una sensació d'amplitud i obertura. Per diferenciar una zona de l'altra, recorre a divisions de material lleuger o a sostres d'alçària diferent, i evita qualsevol envà sòlid que estructuralment sigui dispensable. Amb tot això, Wright va establir per primera vegada la diferència entre espais definits i espais tancats.

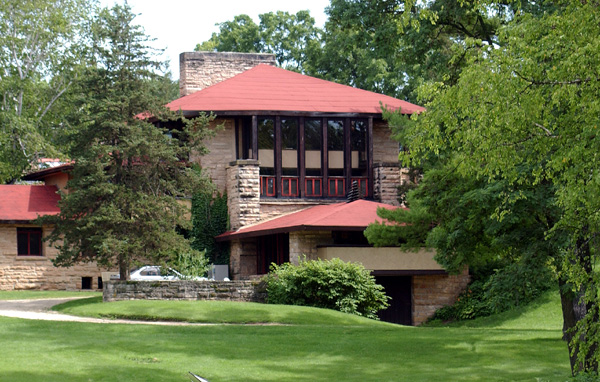
Hillside Home School, 1902, Taliesin, Spring Green (Wisconsin)

Hi ha molts exemples d'aquest enfocament a Buffalo a l'estat de Nova York, com a resultat de l'amistat entre Wright i Darwin D. Martin, un director de la companyia de sabó Larkin. El 1902, la Companyia Larkin va decidir construir un nou edifici administratiu. A Buffalo va dissenyar els primers esbossos de l'edifici d'administració de Larkin (acabat el 1904, enderrocat el 1950), sinó també les cases de tres dels directors de l'empresa: 
- Casa Darwin D. Martin, Buffalo NY, 1904,
- Casa William R. Heath, Buffalo NY, 1905,
- Casa Walter V. Davidson, Buffalo NY, 1908,

i també la Casa George F. Barton, Buffalo NY, 1903, per al cunyat de Martin, part de la Casa Martin Complex, i més tard, les cases de Graycliff, Derby NY, 1926, residència d'estiu dels Martin.
La Casa Westcott va ser construïda a Springfield a l'estat d'Ohio, en algun moment entre 1907 i 1908. No només incorpora el disseny de l'innovador estil Prairie, sinó que també reflecteix la seva passió per l'art japonès i la cultura en els trets característics del disseny tradicional japonès. És l'unica casa prairie construïda a Ohio, i representa una important evolució del concepte Prairie de Wright. La casa té una àmplia pèrgola, coberta amb una intricada gelosia de fusta, que connecta un garatge separat amb la casa principal característica de només alguns dissenys de Wright posteriors al període Prairie.
No se sap exactament quan Wright va dissenyar la casa Westcott, pot ser alguns mesos abans o més d'un any després que Wright tornés del seu primer viatge al Japó el 1905. Wright va crear dos dissenys diferents per a la Casa Westcott, tots dos s'inclouen als Estudis i edificis construïts per Frank Lloyd Wright, publicat pel distingit Ernst Wasmuth (Alemanya, 1910-1911). Aquesta obra en dos volums conté més de 100 litografies dels dissenys de Wright i és comunament conegut com el Portfolio Wasmuth.
Altres cases de Wright considerades obres mestres de l'últim període Prairie (1907-1909) són la casa Robie a Chicago i l'Avery i la Casa Queene Coonley a Riverside a l'estat d'Illinois. La Casa Robie, amb la seva alça, el ràfec de la teulada, que recolza sobre una estructura d'acer de 34 metres de llarg, és el més espectacular. Les àrees d'estar i menjador, hi formen un espai pràcticament ininterromput. Aquest edifici va tenir una profunda influència en uns joves arquitectes d'Europa després de la Primera Guerra Mundial i és a vegades anomenada la «pedra angular de la modernitat». No obstant això, el treball de Wright no va ser gaire conegut a Europa fins a la publicació del llibre Portfolio Wasmuth per l'American Institute of Architects (AIA).

### Europa i els problemes personals

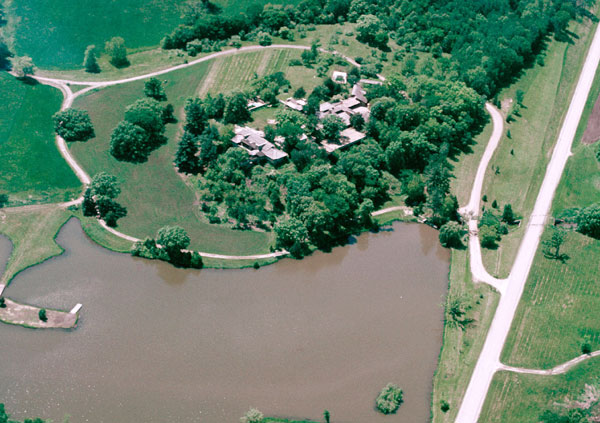
Foto aèria de Taliesin, Spring Green, Wisconsin

Unes xafarderies locals varen destapar uns coquetejos de Wright i es va crear una reputació a Oak Park com un home-sobre-ciutat. La seva família havia augmentat a sis fills que requerien la major part de l'atenció de Caterina. El 1903, Wright va dissenyar una casa per a Edwin Cheney, un veí a Oak Park, i immediatament es va captivar de l'esposa de Cheney, Mamah Borthwick Cheney. Mamah Cheney va ser una dona moderna amb activitats fora de casa. Era una pionera feminista i Wright la veia com el seu equivalent intel·lectual. Els dos es van enamorar, tot i que Wright havia estat casat durant gairebé vint anys. Sovint, feien passejades en l'automòbil de Wright a Oak Park, i es van convertir en el tema dels rumors de la ciutat. L'esposa de Wright, Kitty, convençuda que aquesta unió s'esvairia com les altres, es va negar a concedir-li el divorci. Tampoc Edwin Cheney li concediria a Mamah. El 1909, fins i tot abans que la Casa Robie es va acabar, Wright i Mamah Cheney van fugir a Europa, deixant els seus marits i fills enrere. L'escàndol que va esclatar pràcticament va destruir la capacitat de Wright per practicar l'arquitectura als Estats Units.
Els estudiosos sostenen que el 1907 va sentir que havia fet tot el que podia fer amb l'estil prairie, en particular des del punt de vista de les cases unifamiliars. Wright no rebia encàrrecs grossos per a edificis comercials o públics, i això el va frustrar.
El que va dur a Wright a Europa va ser l'oportunitat de publicar un llibre sobre el conjunt de la seva obra amb Ernst Wasmuth, que el 1909 s'havia compromès a publicar-lo. Aquesta oportunitat també va permetre a Wright aprofundir la seva relació amb Mamah Cheney. Wright i Cheney van abandonar els Estats Units per separat el 1910 i es van reunir a Berlín, on es troben les oficines de Wasmuth.
Els dos volums del Portfolio Wasmuth es van publicar el 1910 i 1911 en dues edicions, i es va crear la primera gran exposició de l'obra de Wright a Europa.
Wright va romandre a Europa per un any (encara que Mamah Cheney va tornar als Estats Units un parell de vegades) i s'instal·là a Fiesole a Itàlia. Durant aquest temps, Edwin Cheney li va concedir el divorci a Mamah, tot i que Kitty es va negar a concedir-li al seu marit. Després de tornar als Estats Units a final de 1910, Wright va persuadir la seva mare per comprar-li uns terrenys a Spring Green a l'estat de Wisconsin. Els terrenys els van comprar el 10 d'abril de 1911, es trobaven al costat dels terrenys de la família de la seva mare, els Lloyd-Jones. Wright va començar a construir-se una nova casa, que va anomenar Taliesin, el maig de 1911. El tema recurrent de Taliesin també tenia origen matern: Taliesin de la mitologia gal·lesa va ser un poeta, mag i superheroi. El lema de la família era Y Gwir yn Erbyn y Byd que vol dir «la veritat contra el món». El lema surt d'un poema de l'escriptor gal·lès Iolo Morgannwg, que tenia un fill anomenat Taliesin. El lema segueix sent utilitzat avui com el crit dels druides i el bard en cap de l'Eisteddfod de Gal·les.

### Més problemes personals
El 15 d'agost de 1914, mentre Wright era a Chicago completant un gran projecte (Midway Gardens), Julian Carlton, un empleat que havia contractat uns mesos abans, va calar foc als habitatges de Taliesin i va assassinar set persones amb una destral durant l'incendi. Entre els morts hi havia Mamah, els seus dos fills, Joan i Martha, un jardiner, un delineant, un obrer i el fill de l'obrer. Dues persones van sobreviure al caos, un dels quals va ajudar a apagar el foc, que va consumir gairebé per complet l'ala residencial de la casa.
El 1922, la primera dona de Wright, Kitty, finalment li va concedir el divorci, si bé Wright va haver d'esperar un any fins que es va poder casar amb la seva nova parella, Maude Noel, coneguda com Mirima. El 1923 va morir la mare de Wright, Anna (Lloyd Jones) Wright. Wright es va casar amb Miriam Noel el novembre de 1923, però la seva addicció a la morfina va portar al fracàs el matrimoni en menys d'un any. El 1924, després de la separació, però encara casat, Wright va conèixer Olga Lazovich Hinzenburg (coneguda com Olgivanna), en una actuació del ballet de Sant Petersburg a Chicago. Van començar a viure junts a la casa Taliesin el 1925, i Olgivanna aviat es va quedar embarassada d'una filla, Iovanna. Iovanna va néixer el 2 de desembre 1925 i anys més tard es va casar i es va divorciar amb Arthur Pieper, un soci de Wright.
El 22 d'abril de 1925, un altre incendi va destruir els habitatges de Taliesin, aparentment degut a un defecte al sistema elèctric. Wright va reconstruir l'habitatge de nou, i li va donar el nom de «Taliesin III».
El 1926, l'exmarit de l'Olga, Vlademar Hinzenburg, va sol·licitar la custòdia de la seva filla, Svetlana. A Minnetonka a Minnesota, Wright i Olgivanna van ser acusats de violar la llei coneguda com a Mann Act que pretenia combatre la prostitució involontària i la disbauxa. Van ser detinguts l'octubre de 1926. Els càrrecs es van retirar posteriorment.
El divorci de Miriam Noel no va arribar fins al 1927, i un cop més, Wright va haver d'esperar un any fins a tornar a casar-se. Wright i Olgivanna es van casar el 1928.

### Projectes notables després del període Prairie

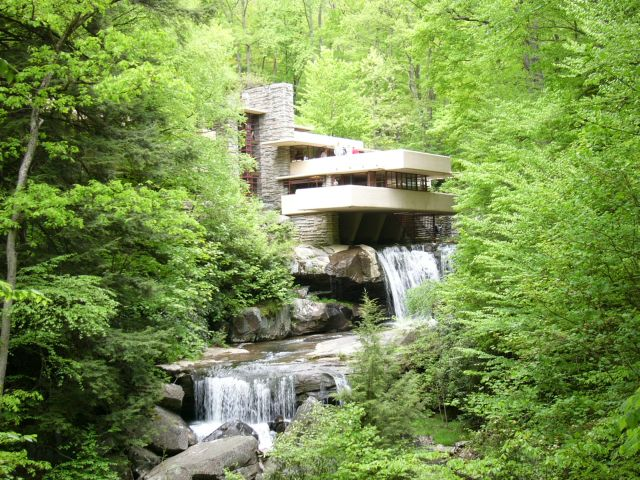
Casa de la Cascada, Bear Run, Pennsilvània (1937)

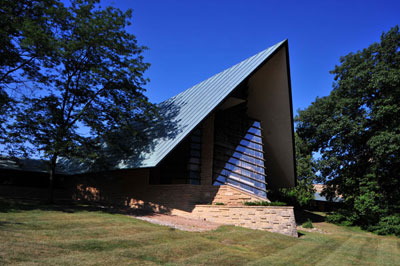
First Unitarian Society Meeting House, Madison, WI (1947)

Durant la turbulenta dècada del 1920, Wright va dissenyar Graycliff, una de les seves residències més innovadores de l'època, i la precursora Casa de la Cascada (Fallingwater). Graycliff es va construir entre 1926-1929 per a Isabelle i Darwin Martin, en un penya-segat amb vistes al llac Erie, al sud de la ciutat de Buffalo. Wright va dissenyar un complex de tres edificis amb extensos terrenys que incorporen balcons i terrasses en voladís, tires de finestres, i una «pantalla» transparent a les finestres que donava vistes del llac a l'edifici més gran, el Isabelle Martin R. House. Els edificis àmpliament lluminosos de Graycliff van ser dissenyats al seu estil orgànic i van ser construïts en pedra calcària de la platja propera, estucs de color ocres càlids i sostres de colors vermells. Wright va dissenyar per als terrenys de Graycliff motius basats en l'aigua que es fan ressò del llac Erie al que miren: un estany, una font, jardins enfonsats, parets de pedra amb una cascada que envolta la propietat. Al solstici d'estiu, s'alinea Graycliff amb la posta de sol al llac Erie, tal com Wright havia previst.
Una altra de les habitatges de Wright més famosa és la Casa de la Cascada, construïda des de 1934 fins a 1937 per al senyor i la senyora Edgar J. Kaufmann Sr., a Bear Run (Pennsilvània), a prop de Pittsburgh. Va ser dissenyat segons el desig de Wright per situar els ocupants prop de l'entorn natural, amb un rierol i una cascada corrent per dins del marc de la construcció. La construcció és una sèrie de balcons i terrasses en voladís, s'hi fa servir pedra calcària per a totes les verticals i formigó per a les horitzontals. La casa va costar 155.000$, inclosos els honoraris de l'arquitecte de 8.000 dòlars. Els mateixos enginyers de Kaufmann van sostenir que el disseny no era sòlid. Aquest informe va ser rebutjat per Wright, si bé el contractista va afegir -en secret- acer addicional per als elements horitzontals de formigó. El 1994, Robert Silman Associates va examinar l'edifici i va elaborar un pla per restaurar l'estructura. A la dècada de 1990, s'hi van afegir uns suports d'acer en volada inferior fins que es pugui fer una anàlisi estructural detallada. El març de 2002, s'ha aplicat formigó pretesat a la terrassa inferior.
També a la dècada del 1930, Wright va dissenyar la primera casa Usonian. Destinades a ser cases molt pràctiques per a clients de classe mitjana, els dissenys es basen en una geometria simple però elegant. Més tard utilitzarà formes elementals a la construcció del  First Unitarian Meeting House construït a Madison, Wisconsin, entre 1946 i 1951.

Wright va desenvolupar una sèrie de conceptes molt originals de desenvolupament suburbà units sota el terme de Broadacre City. Un concepte de cases ideals, disperses a quatre façanes al mig d'una parcel·la ampla, un concepte que avui, per manca de terra edificable, s'advera insostenible. Va proposar la idea al seu llibre The Disappearing City ('La ciutat que desapareix') el 1932, i va donar a conèixer un model de 3,7 m² de la plaça d'aquesta comunitat del futur, mostrant-lo en diversos escenaris en els anys següents. Va desenvolupar aquesta idea fins a la seva mort. 

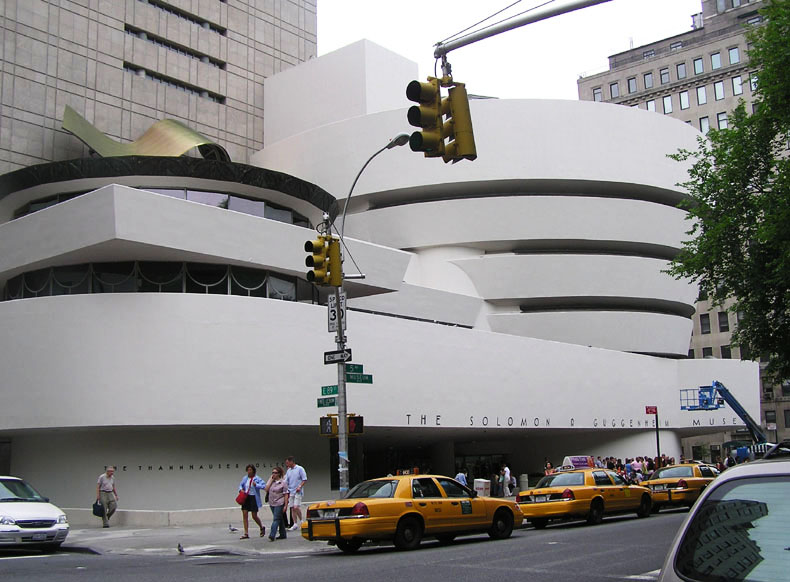
Salomon R. Guggenheim Museum, Nova York (1959)

Les seves cases «usonianes» varen establir un nou estil per al disseny dels suburbis que va ser una característica d'incomptables desenvolupadors. «Usonià» és un neologisme del mateix Wright, que fa servir per a referir-se als Estats Units, acròstic de «United States of North America, i que prefereix a l'adjectiu «americà». Moltes llars modernes nord-americanes es remunten a Wright: plans oberts, lloses sobre bases de qualitat i una simplificació de les tècniques de construcció que va permetre més mecanització o almenys més eficiència en la construcció.
El Salomon R. Guggenheim Museum de Nova York va ocupar Wright durant setze anys (1943-1959) i és si no la seva obra mestra, segurament la més reconeguda. L'edifici s'aixeca com una espiral a la Cinquena Avinguda, i l'interior s'inspira de l'interior d'una petxina. La geometria única central era destinada a visitants gaudir fàcilment de les col·leccions de pintures geomètriques no objectives de la col·lecció. El públic puja en un ascensor fins al nivell superior i pot guaitar les obres baixant lentament per la rampa en espiral.

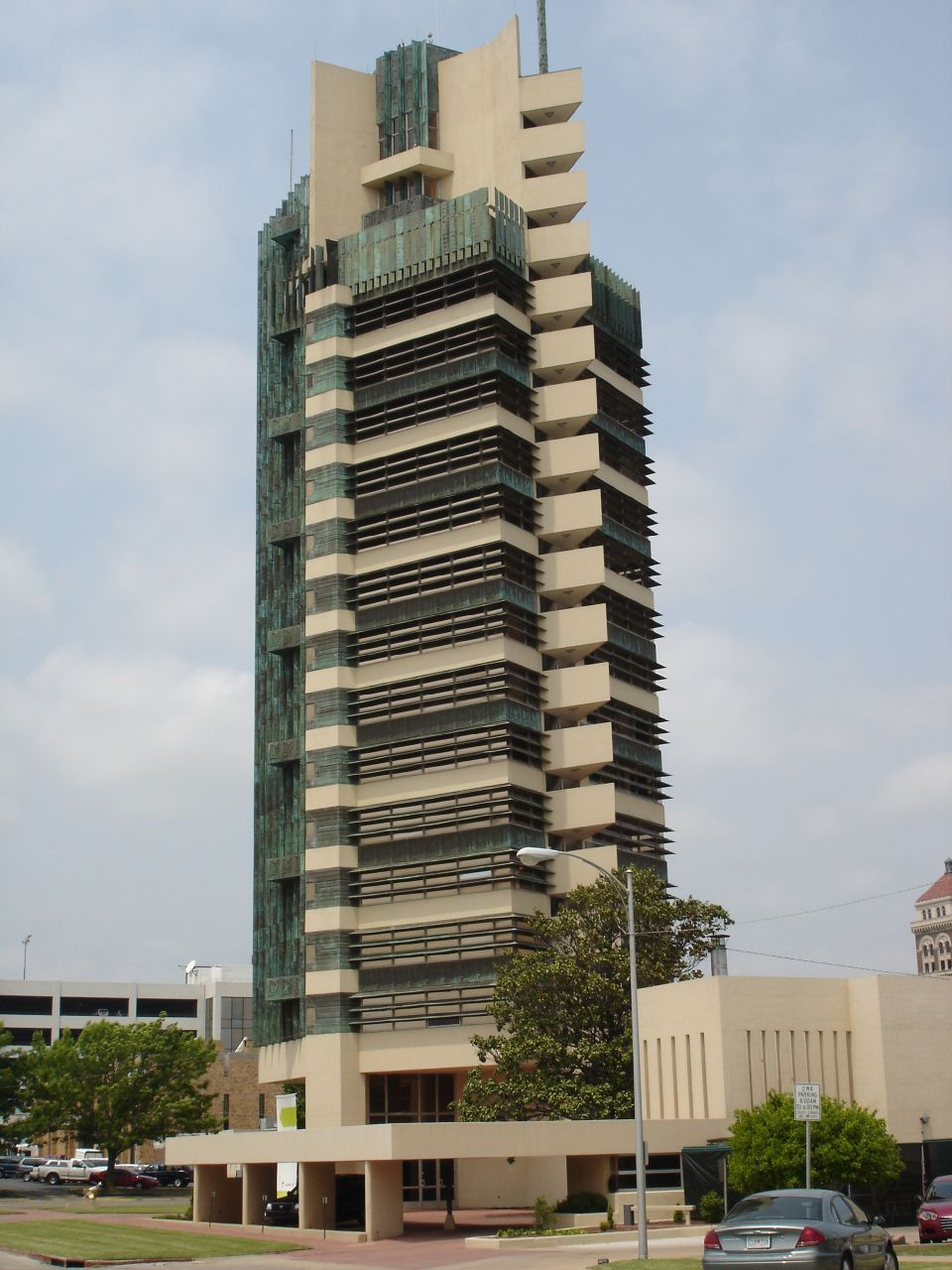
Price Tower a Bartlesville (Oklahoma)

L'únic gratacel construït dels dissenyats per Wright és la Price Tower, amb dinou pisos i 67 metres d'alçada a Bartlesville a Oklahoma. És també una de les dues –i rares– estructures verticals de Wright, l'altra és la Torre de Recerca Johnson Wax al municipi de Racine. Price Tower va ser encarregada per Harold C. Price de la H.C. Price Company, una empresa química. Es va obrir al públic el febrer de 1956. El 29 de març de 2007, va ser designada com a Punt Històric Nacional pel United States Department of the Interior i és un dels vint Punts Històrics de l'estat d'Oklahoma.

## Consagració
Wright va abandonar la seva família el 1909 i va viatjar a Europa. A l'any següent va presentar els seus treballs en una exposició d'arquitectura i disseny a Berlín, on va obtenir un gran reconeixement. Una publicació que es va editar sobre les seves obres va influir a les noves generacions d'arquitectes europeus.
De tornada als Estats Units va dissenyar el seu propi habitatge, Taliesin, que en el transcurs dels anys es va cremar en tres ocasions, i que Wright va reconstruir sempre de nou.

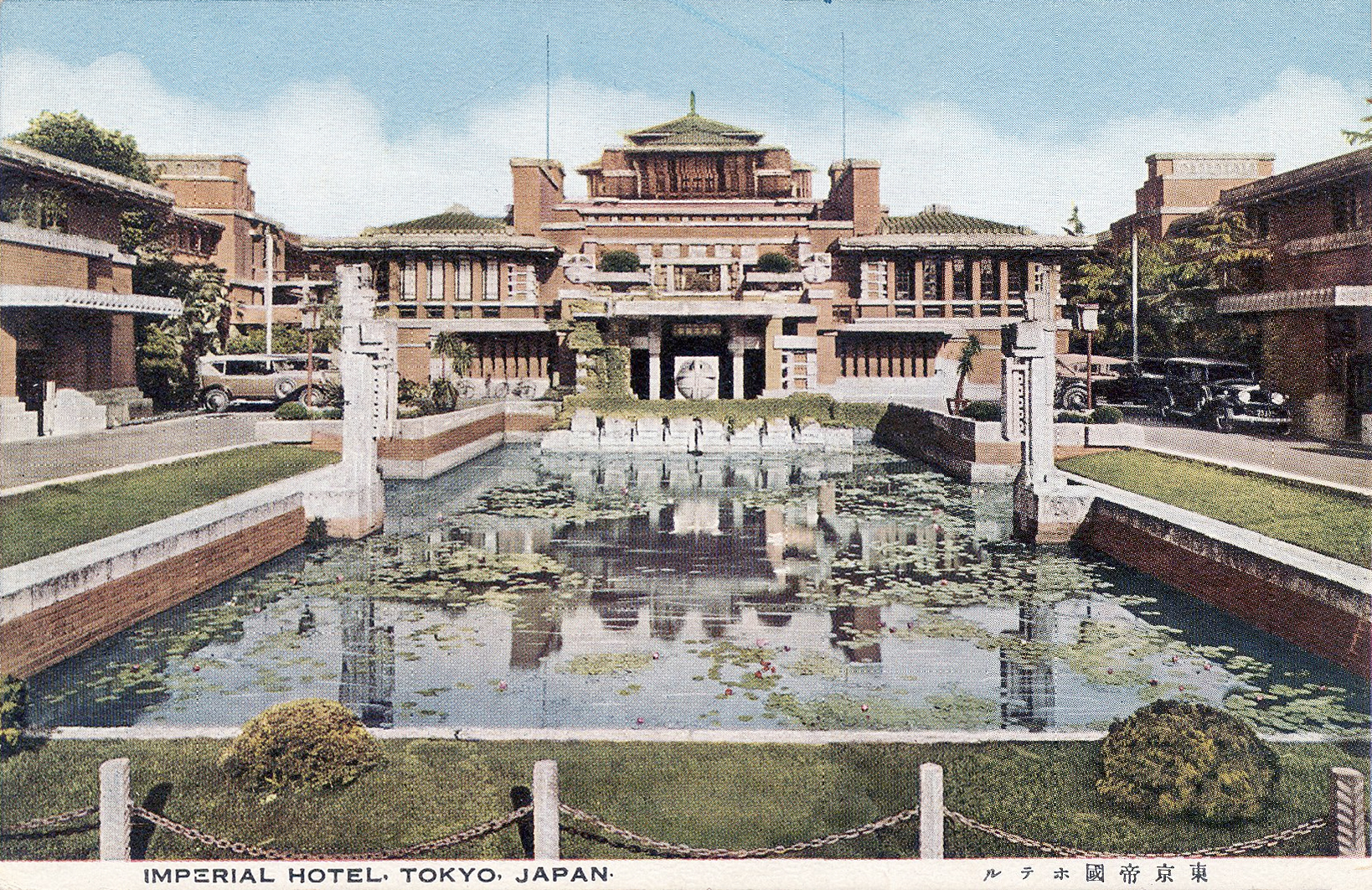
Imperial Hotel (Wright House), Tòquio

Durant els anys 1915 a 1922 Wright va treballar al costat d'Antonin Raymond en el projecte de l'Hotel Imperial de Tòquio, per al qual va desenvolupar un nou mètode de construcció resistent als terratrèmols, l'eficàcia del qual es va veure comprovada després de patir només danys lleugers en el Gran terratrèmol de Kantō que va devastar la ciutat el 1923. L'hotel finalment va caure en decadència i l'any 1967 es va decidir enderrocar-lo pels danys a la secció del banquet i l'ala sud durant la Segona Guerra Mundial, i es problemes d'assentament desigual de l'edifici sobre la seva base flotant.
Un altre projecte innovador quant al mètode de construcció va ser la casa Barnsdall, a Los Angeles, que es va realitzar mitjançant blocs de ciment prefabricats, dissenyats per Wright. Aquest mètode de construcció el va aplicar després també en altres de les seves obres.
Durant un període en què no va tenir gaires encàrrecs, Wright va aprofitar per escriure un llibre sobre planificació urbanística, que va publicar el 1932 any en què va començar les seves tertúlies i escola a Taliesin per la qual han passat grans arquitectes i artistes del segle xx com John Lautner, E. Fay Jones i Paolo Soleri. Anys més tard en va crear un altre a Arizona i des d'aquests llocs és on avui es dirigeixen les seves fundacions. També és a Taliesin on s'exposa el model d'una ciutat distribuïda horitzontalment sobre el territori i els habitants del qual disposen d'automòbils per desplaçar-se per ella.
Un dels seus projectes més destacats i més coneguts el va realitzar entre 1935 i 1939. Es tracta de la Casa Fallingwater a Ohiopile, Pennsilvània, edificada sobre una enorme roca, directament a sobre d'una cascada. En els anys següents, Wright va dissenyar tota classe de projectes, i en tots va introduir criteris originals i avançats per a la seva època. També va escriure altres llibres i nombrosos articles, alguns dels quals s'han convertit en clàssics de l'arquitectura del nostre temps.
Paolo Soleri, arquitecte inventor de l'Arcologia, va treballar per Frank Lloyd durant els anys 1947-1949.

### Relació amb Ayn Rand
Ayn Rand, una gran admiradora de Lloyd Wright, es va inspirar parcialment en el talent individualista de l'arquitecte per crear a Howard Roark, el protagonista de la seva novel·la La deu (1943).
Anys després, el 1946, Rand va insistir a la productora de la pel·lícula perquè contractés Wright per fer els dissenys arquitectònics de la versió cinematogràfica de la novel·la. La productora es va negar, a causa dels elevats honoraris demanats per Wright.
Ayn Rand també va voler viure en una casa dissenyada per Wright, però, com que no va poder pagar la quantitat de diners que aquest exigia, va haver finalment de "conformar-se" amb una casa dissenyada per Richard Neutra.

## Obres més importants

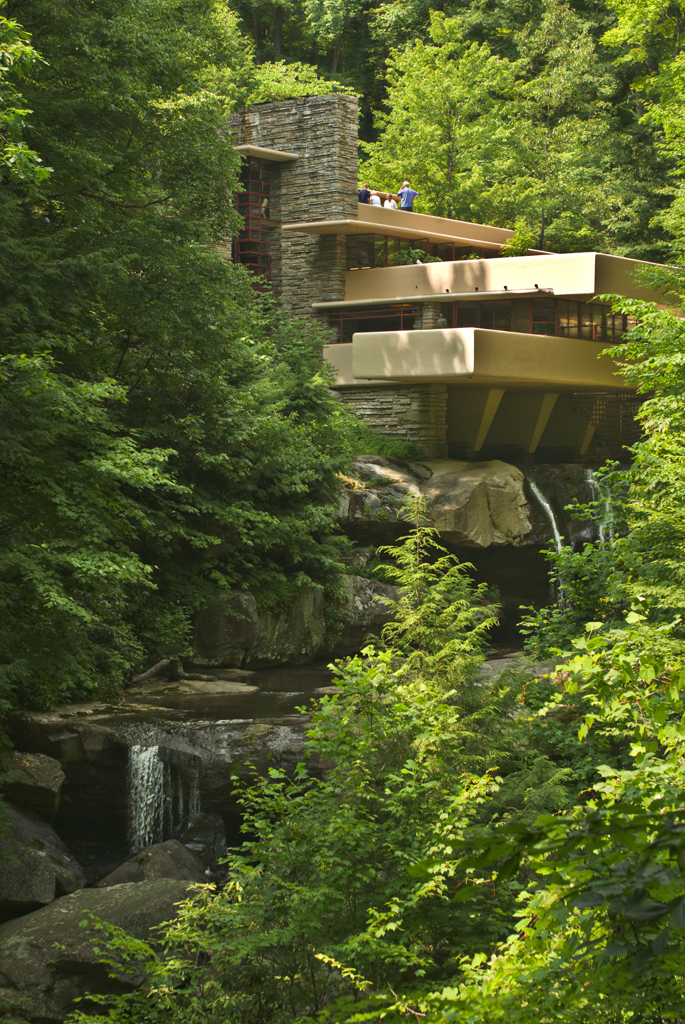
Casa de la Cascada (The Fallingwater o Edgar J. Kaufmann Sr. Residence) a Ohiopile, Pennsilvània

- Casa Coonley (Riverside, Illinois)
- Casa Robie, (Oak Park,Illinois)
- Casa Martin (Buffalo, Nova York)
- Casa Willitts (Highland Park, Illinois)
- Casa Northome de Francis W. Little (Nova York)
- Edifici de la Premsa (San Francisco)
- Edifici Larkin (Buffalo, Nova York)
- Graycliff, Derby, New York, 1926
- Centre Civic Marin (San Rafael, Califòrnia)
- Casa de Frank J. Baker (Witmeth, Illinois)
- Casa de Robert Evans (Longwood, Virgínia)
- Centre Educacional Corbin (Wichita, Kansas)
- Casa de la Cascada (The Fallingwater), (Bear Run, Pennsilvània)
  - Un aspecte interessant d'aquesta obra és el del seu manteniment. Hi ha hagut diversos projectes de restauració.[39]
- Casa Taliesin (Spring Green, Wisconsin)
- Museu Guggenheim, (Nova York)
- Auditori Grady Gammage (Tempe, Arizona)
- Teatre Kalita Humphreys (Dallas, Texas)
- Casa Walker (Carmel, Califòrnia)
- Edifici Seu Principal de Johnson Wax (Racine, Wisconsin)
- Hotel Imperial (Tòquio, Japó)
- Edifici de National Insurance (Chicago)

## Significat de l'obra de Frank Lloyd Wright
Frank Lloyd Wright fou la figura central de l'arquitectura orgànica, una tendència que representà, de manera emblemàtica, l'altre costat, és a dir un punt de vista alternatiu i una estètica diferent, en certa forma oposada o complementària a l'arquitectura racionalista el representant més conspicu de la qual fou l'arquitecte suís Le Corbusier.
Wright va romandre sempre fidel al llegat i a la ideologia individualista del «pionerisme» americà que retorna a l'exaltació i l'aprofundiment de les relacions entre l'individu i l'espai arquitectònic i entre aquest i la natura o l'espai natural assumit com a referència fonamental de les pròpies obres. Aquest interès el portà a centrar-se en el seu tema preferit de la casa o residència unifamiliar, les «prairie houses», les quals van constituir l'aspecte determinant dels seus inicis com arquitecte.
En el seu llibre L'Arquitectura orgànica (1939), Wright exposa les seves idees sobre l'arquitectura; on postula una arquitectura que refusa la mera recerca estètica o el simple gust superficial, ja que no són més que imposicions externes a la relació entre l'home i la natura. El projecte arquitectònic, la «projectació» ha de crear una harmonia entre l'home i la natura i construir un nou sistema que manifesti un equilibri real entre l'ambient construït i el medi ambient, mitjançant la integració de diversos elements artificials o propis de l'home (edificis, carrers, etc.) dins la natura. Tot això forma part d'un únic sistema interconnectat, un organisme, l'espai arquitectònic. La casa de la cascada (The Fallingwater) serà l'exemple paradigmàtic d'aquest modus de fer i entendre l'arquitectura.